# Cynthia Potter
Cynthia Ann Potter-McIngvale (Houston, 27 de agosto de 1950) es una deportista estadounidense que compitió en saltos de trampolín.
Participó en dos Juegos Olímpicos de Verano en los años 1972 y 1976, obteniendo una medalla de bronce en Montreal 1976 en la prueba individual. En los Juegos Panamericanos de 1975 consiguió una medalla de bronce .
Ganó una medalla de plata en el Campeonato Mundial de Natación de 1978.

## Palmarés internacional
| Juegos Olímpicos     | Juegos Olímpicos          | Juegos Olímpicos  | Juegos Olímpicos |
| Año                  | Lugar                     | Medalla           | Prueba           |
| -------------------- | ------------------------- | ----------------- | ---------------- |
| 1976                 | Montreal (Canadá)         | Medalla de bronce | Trampolín 3 m    |
| Campeonato Mundial   |                           |                   |                  |
| Año                  | Lugar                     | Medalla           | Prueba           |
| 1978                 | Berlín Occidental (RFA)   | Medalla de plata  | Trampolín 3 m    |
| Juegos Panamericanos |                           |                   |                  |
| Año                  | Lugar                     | Medalla           | Prueba           |
| 1975                 | Ciudad de México (México) | Medalla de bronce | Trampolín 3 m    |